# سكوت إينز
سكوت إينز (بالإنجليزية: Scott Innes)‏ هو مقدم برامج إذاعية ودي جيه وممثل أمريكي، ولد في 1 أكتوبر 1966 في بوبلار بلوف (ميزوري) في الولايات المتحدة.

## وصلات خارجية
- الموقع الرسمي
- سكوت إينز على موقع IMDb (الإنجليزية)
- سكوت إينز على موقع روتن توميتوز (الإنجليزية)
- سكوت إينز على موقع قاعدة بيانات الأفلام العربية
- سكوت إينز على موقع ألو سيني (الفرنسية)
- سكوت إينز على موقع ميوزك برينز (الإنجليزية)
- سكوت إينز على موقع أول موفي (الإنجليزية)
- سكوت إينز على موقع قاعدة بيانات الفيلم (الإنجليزية)
- سكوت إينز على موقع ليتربوكسد (الإنجليزية)
- سكوت إينز على موقع كينوبويسك (الروسية)